# Eurytaphria minorata
Eurytaphria minorata är en fjärilsart som beskrevs av W. Warren 1897. Eurytaphria minorata ingår i släktet Eurytaphria och familjen mätare. Inga underarter finns listade i Catalogue of Life.